# Fotios Isaakidis
Fotios Isaakidis (gr. Φώτιος Ησσαακίδησ; ur. 29 maja 1908) – grecki strzelec, olimpijczyk.
Reprezentował Grecję na igrzyskach olimpijskich w 1964 roku (Tokio). Startował w trapie, w którym zajął 45. pozycję (na 51 startujących).
Na igrzyskach w Tokio Isaakidis był najstarszym sportowcem reprezentującym Grecję. Strzelec ten jest również jednym z najstarszych w historii sportowców, którzy reprezentowali Grecję w nowożytnych igrzyskach olimpijskich (w chwili startu na igrzyskach miał ukończone 56 lat i 140 dni).

## Wyniki olimpijskie
| Igrzyska | Konkurencja | Wynik      | Miejsce | Źródło |
| -------- | ----------- | ---------- | ------- | ------ |
| IO 1964  | Trap        | 172 punkty | 45      | [ 3 ]  |